# Tour de France de 1937
O Tour de France 1937, que foi a trigésima primeira versão da competição foi realizado entre 30 de junho e 25 de julho de 1937.
Foi percorrida a distância de 4.415 km, a prova foi dividida em 20 etapas, das quais o décimo primeiro, décimo, décimo terceiro, décimo oitavo e a décima nona etapas foram realizadas em duas fases, enquanto a quinta, o décima quarta e décima sétima foram em três.
Noventa e oito ciclistas iniciaram a prova dos quais apenas 46 deles cruzaram a linha de chegada em Paris. Nenhuma equipe concluiu a prova completa.
O vencedor alcançou uma velocidade média de 31,768 km / hora.

## Resultados

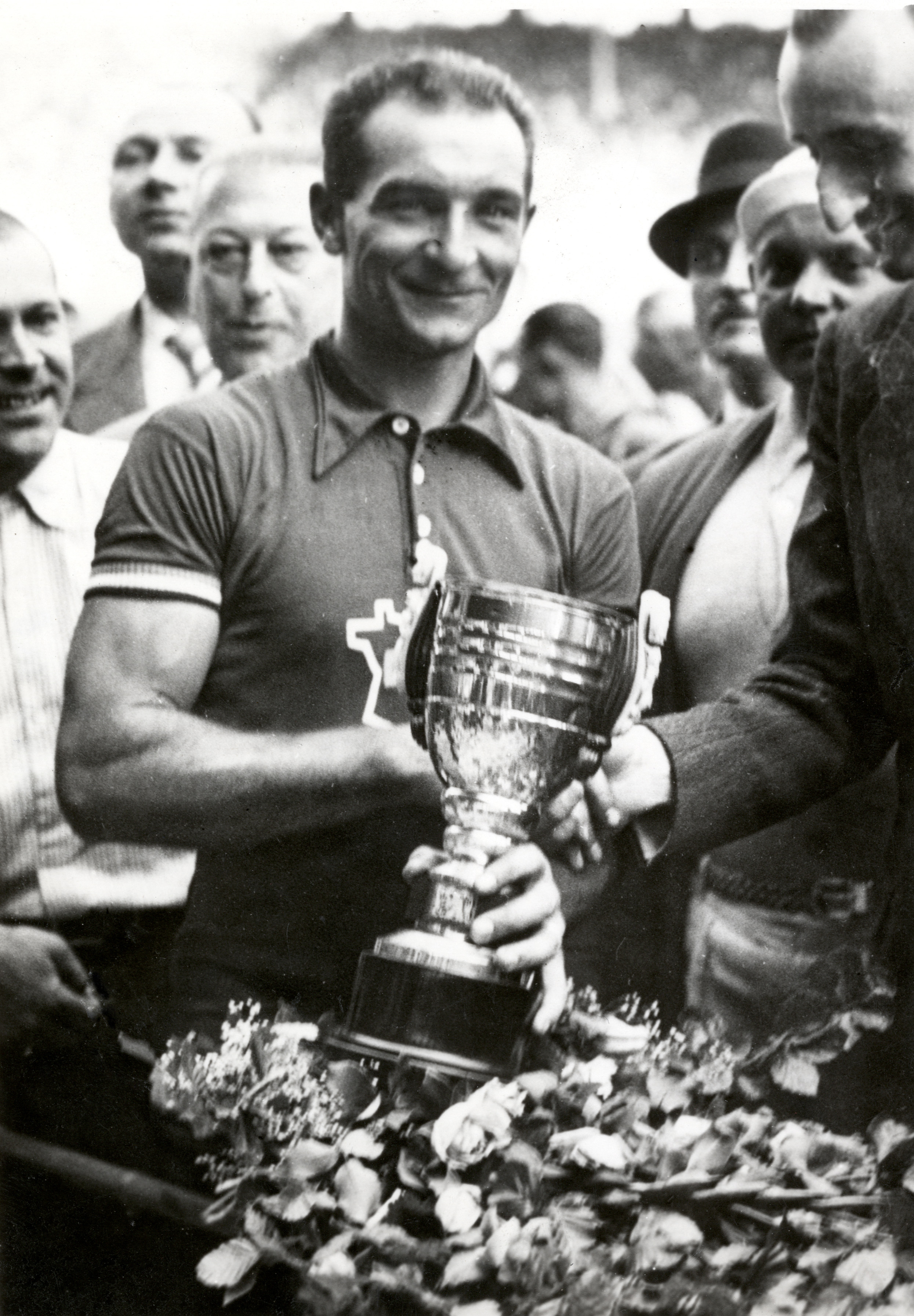
Roger Lapébie
Premiação do Tour de France 1937.

### Classificação geral
| Posição | Nome               | País     | Tempo (Velocidade média) |
| ------- | ------------------ | -------- | ------------------------ |
| 1       | Roger Lapébie      | França   | 138h 58' 31" (31,768)    |
| 2       | Mario Vicini       | Itália   | 7' 17"                   |
| 3       | Leo Amberg         | Suíça    | 26' 13"                  |
| 4       | Francesco Camusso  | Itália   | 26' 53"                  |
| 5       | Sylvain Marcaillou | França   | 35' 36"                  |
| 6       | Edouard Vissers    | Bélgica  | 38' 13"                  |
| 7       | Paul Chocque       | França   | 1h 05' 19"               |
| 8       | Pierre Gallien     | França   | 1h 06' 33"               |
| 9       | Erich Bautz        | Alemanha | 1h 06' 41"               |
| 10      | Jean Frechaut      | França   | 1h 24' 34"               |

### Etapas
| Etapa   | Percurso                     | km       | Vencedor da etapa                | Líder da classificação geral |
| 1ª      | Paris-Lilla                  | 263      | Jean Majerus                     | Jean Majerus                 |
| 2ª      | Lilla-Charleville-Mézières   | 192      | Maurice Archambaud               | Jean Majerus                 |
| 3ª      | Charleville-Mézières-Metz    | 161      | Walter Generati                  | Marcel Kint                  |
| 4ª      | Metz-Belfort                 | 220      | Erich Bautz                      | Erich Bautz                  |
| 5ª (a)  | Belfort-Lons-le-Saunier      | 175      | Henri Puppo                      | Erich Bautz                  |
| 5a (b)  | Lons-le-Saunier-Champagnole  | 34 (CRE) | Sylvère Maes                     | Erich Bautz                  |
| 5ª (c)  | Champagnole-Genebra          | 93       | Léo Amberg                       | Erich Bautz                  |
| 6ª      | Genebra -Aix-les-Bains       | 180      | Gustaaf Deloor                   | Erich Bautz                  |
| 7ª      | Aix-les-Bains-Grenoble       | 228      | Gino Bartali                     | Gino Bartali                 |
| 8ª      | Grenoble-Briançon            | 194      | Otto Weckerling                  | Gino Bartali                 |
| 9ª      | Briançon-Digne-les-Bains     | 220      | Roger Lapébie                    | Sylvère Maes                 |
| 10ª     | Digne-les-Bains-Nice         | 251      | Félicien Vervaecke               | Sylvère Maes                 |
| 11ª (a) | Nice-Toulon                  | 169      | Eloi Meulenberg                  | Sylvère Maes                 |
| 11ª (b) | Toulon-Marselha              | 65 (CRE) | Gustave Danneels                 | Sylvère Maes                 |
| 12ª (a) | Marselha-Nimes               | 112      | Alphonse Antoine                 | Sylvère Maes                 |
| 12ª (b) | Nimes-Montpellier            | 51       | René Pedroli                     | Sylvère Maes                 |
| 13ª (a) | Montpellier-Narbona          | 103      | Francesco Camusso                | Sylvère Maes                 |
| 13ª (b) | Narbona-Perpignan            | 63       | Eloi Meulenberg                  | Sylvère Maes                 |
| 14ª (a) | Perpignan-Bourg-Madame       | 99       | Eloi Meulenberg                  | Sylvère Maes                 |
| 14ª (b) | Bourg-Madame-Ax-les-Thermes  | 59       | Mariano Cañardo                  | Sylvère Maes                 |
| 14ª (c) | Ax-les-Thermes-Luchon        | 167      | Eloi Meulenberg                  | Sylvère Maes                 |
| 15ª     | Luchon-Pau                   | 194      | Julián Berrendero                | Sylvère Maes                 |
| 16ª     | Pau-Bordéus                  | 235      | Paul Chocque                     | Sylvère Maes                 |
| 17ª (a) | Bordéus-Royan                | 123      | Erich Bautz                      | Roger Lapébie                |
| 17ª (b) | Royan-Saintes                | 37       | Adolf Braeckeveldt Heinz Wengler | Roger Lapébie                |
| 17ª (c) | Saintes-La Rochelle          | 67       | Roger Lapébie                    | Roger Lapébie                |
| 18ª (a) | La Rochelle-La Roche-sur-Yon | 81       | Roger Lapébie                    | Roger Lapébie                |
| 18ª (b) | La Roche-sur-Yon-Rennes      | 172      | Paul Chocque                     | Roger Lapébie                |
| 19ª (a) | Rennes-Vire                  | 114      | Raymond Passat                   | Roger Lapébie                |
| 19ª (b) | Vire-Caen                    | 59 (CR)  | Léo Amberg                       | Roger Lapébie                |
| 20ª     | Caen-Paris                   | 234      | Edward Vissers                   | Roger Lapébie                |

CR = Contra-relógio individual
CRE = Contra relógio por equipes